# Rhabdomastix (Rhabdomastix) almorae
Rhabdomastix (Rhabdomastix) almorae is een tweevleugelige uit de familie steltmuggen (Limoniidae). De soort komt voor in het Oriëntaals gebied.